# Jaera (Jaera) petiti
Jaera (Jaera) petiti là một loài chân đều trong họ Janiridae. Loài này được Schulz miêu tả khoa học năm 1953.